# Shu Mogi
Shu Mogi (茂木 秀 Mogi Shu?), född 15 januari 1999 i Kanagawa prefektur, är en japansk fotbollsspelare.
I maj 2019 blev han uttagen i Japans trupp till U20-världsmästerskapet 2019.